# Skarlátbogár
A skarlátbogár (Cucujus cinnaberinus) Magyarországon nem ritka, de Európa több országában nagyon megritkult. A Natura 2000 egyik jelölőfaja. Magyarországon védett.

## Küllem
Az imágó színe cinóbervörös, családnevének (lapbogárfélék) megfelelően nagyon lapos, megnyúlt, párhuzamos oldalú. Testhossza 10–15 mm. Lárvája szintén nagyon lapos, borostyánsárga színű, érett állapotában 15–20 mm hosszú.

## Elterjedés, élőhely, életmód
A skarlátbogár európai elterjedésű. Eddig a következő országokból ismert: Ausztria, Bosznia-Hercegovina, Bulgária, Csehország, Észtország, Fehéroroszország, Finnország, Horvátország, Lengyelország, Lettország, Litvánia, Magyarország, Moldova, Németország, Norvégia, Olaszország, Oroszország európai része, Románia, Spanyolország, Svédország, Szerbia, Szlovákia, Szlovénia, Ukrajna.
Hazánkban az erdős területeken (őshonos és telepített állományokban egyaránt) gyakorlatilag mindenütt megtalálható. Lárvája a nemrég (1-2 éve) elpusztult fatörzsek (lombosfák és fenyők) elváló, de még nem túl laza kérge alatt fejlődik, ahol az elhalt kambiummal táplálkozik, de alkalomadtán más rovarok lárváit is elfogyasztja. Nyár végén és ősszel bábozódik, majd az imágó telel át. A rövid életű kifejlett skarlátbogár ragadozó.

## Fotók

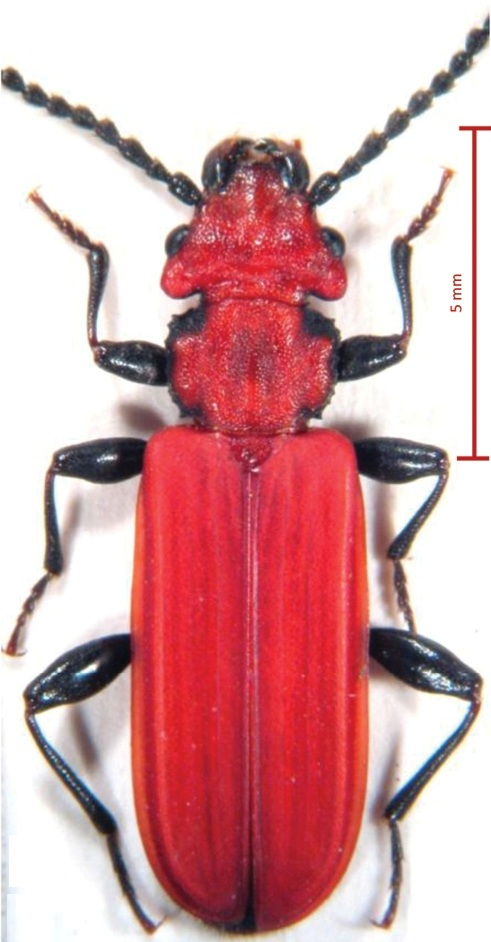
Skarlátbogár felülnézetben
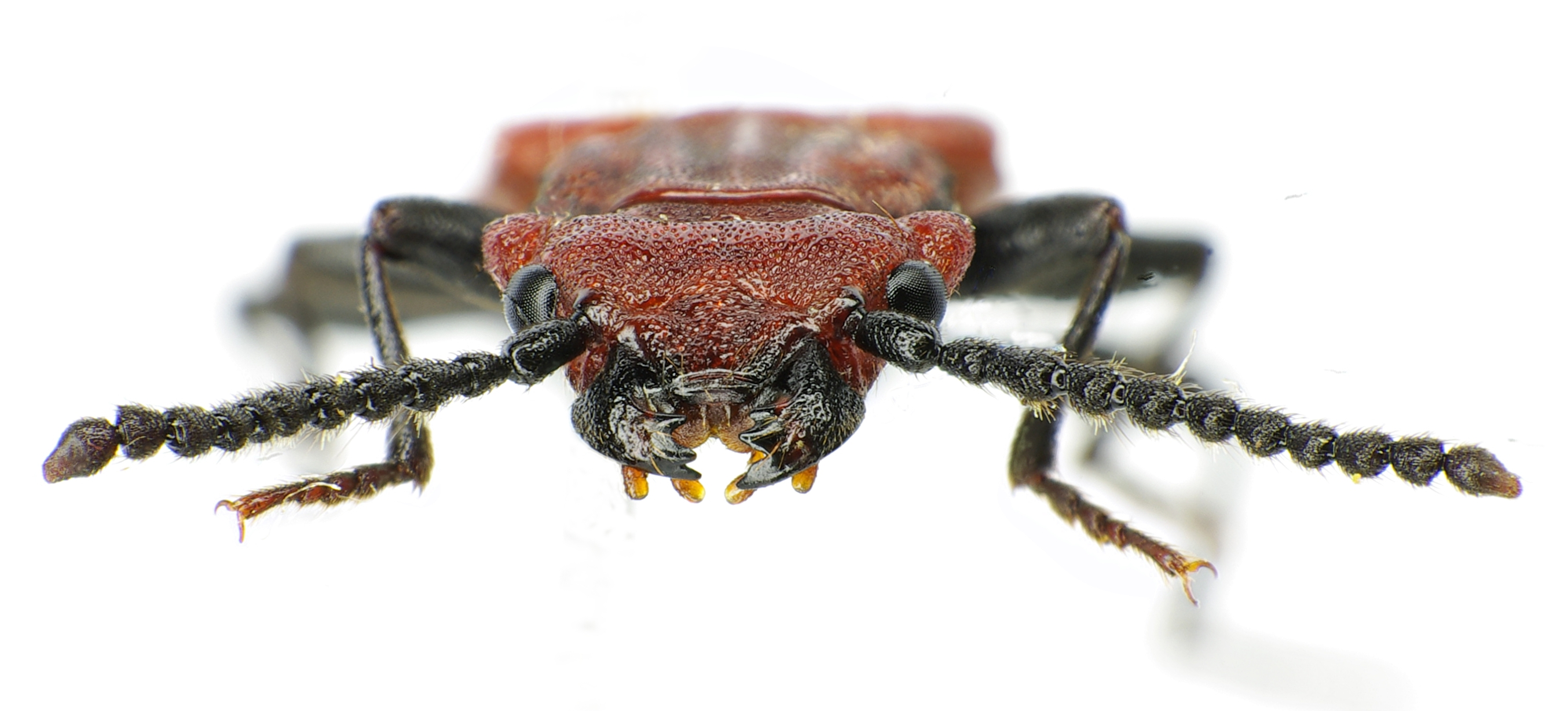
Skarlátbogár elölnézetben
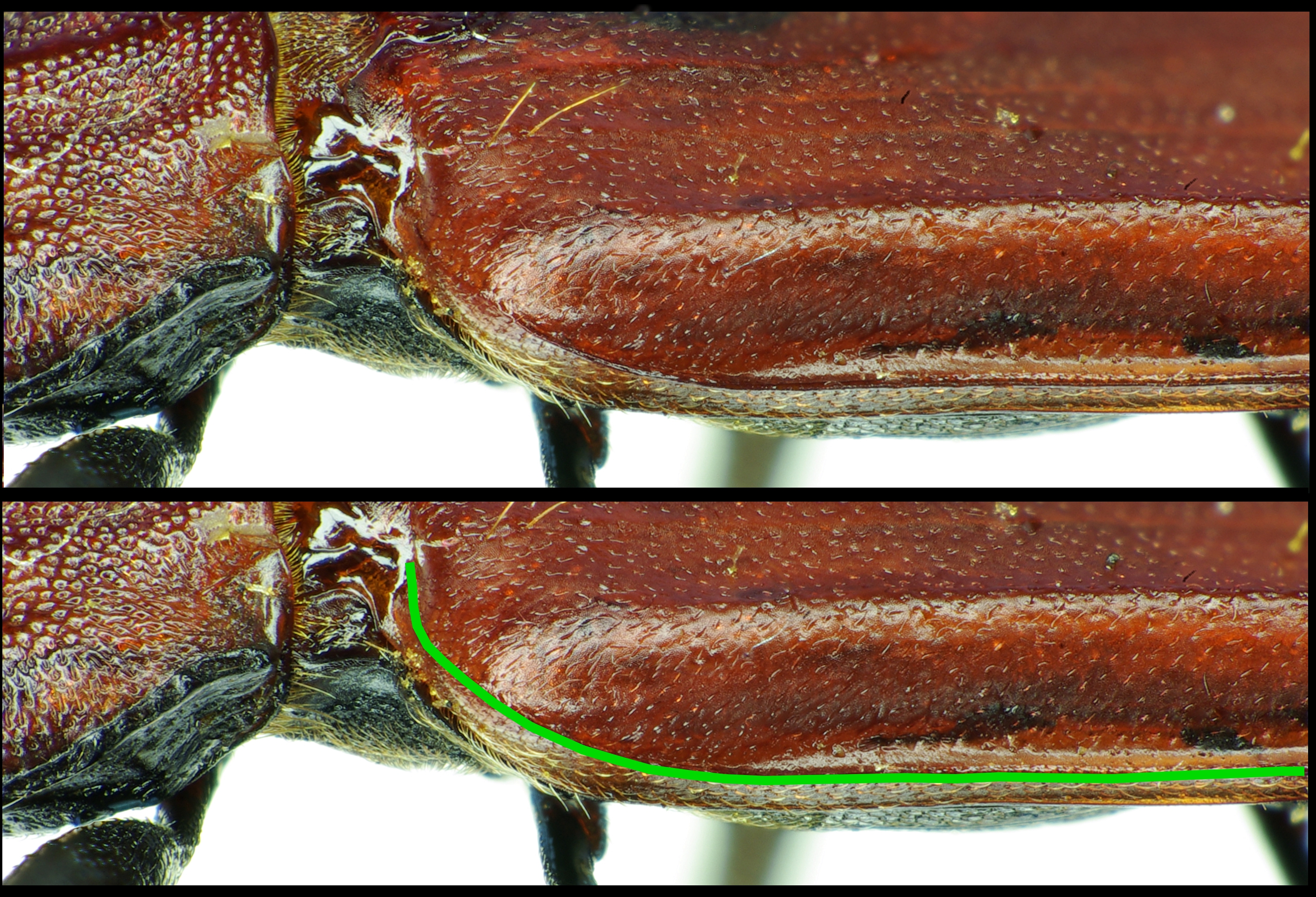
Skarlátbogár szárnyfedőjének oldalnézete. A zöld vonal feletti rész a szárnyfedő keretszerű pereme